# Ostfriedhof (Köln)
Der Kölner Ostfriedhof ist ein zentraler städtischer Friedhof im rechtsrheinischen Teil Kölns. Er liegt im Stadtteil Dellbrück nahe dem Dellbrücker Mauspfad im Bezirk Mülheim.

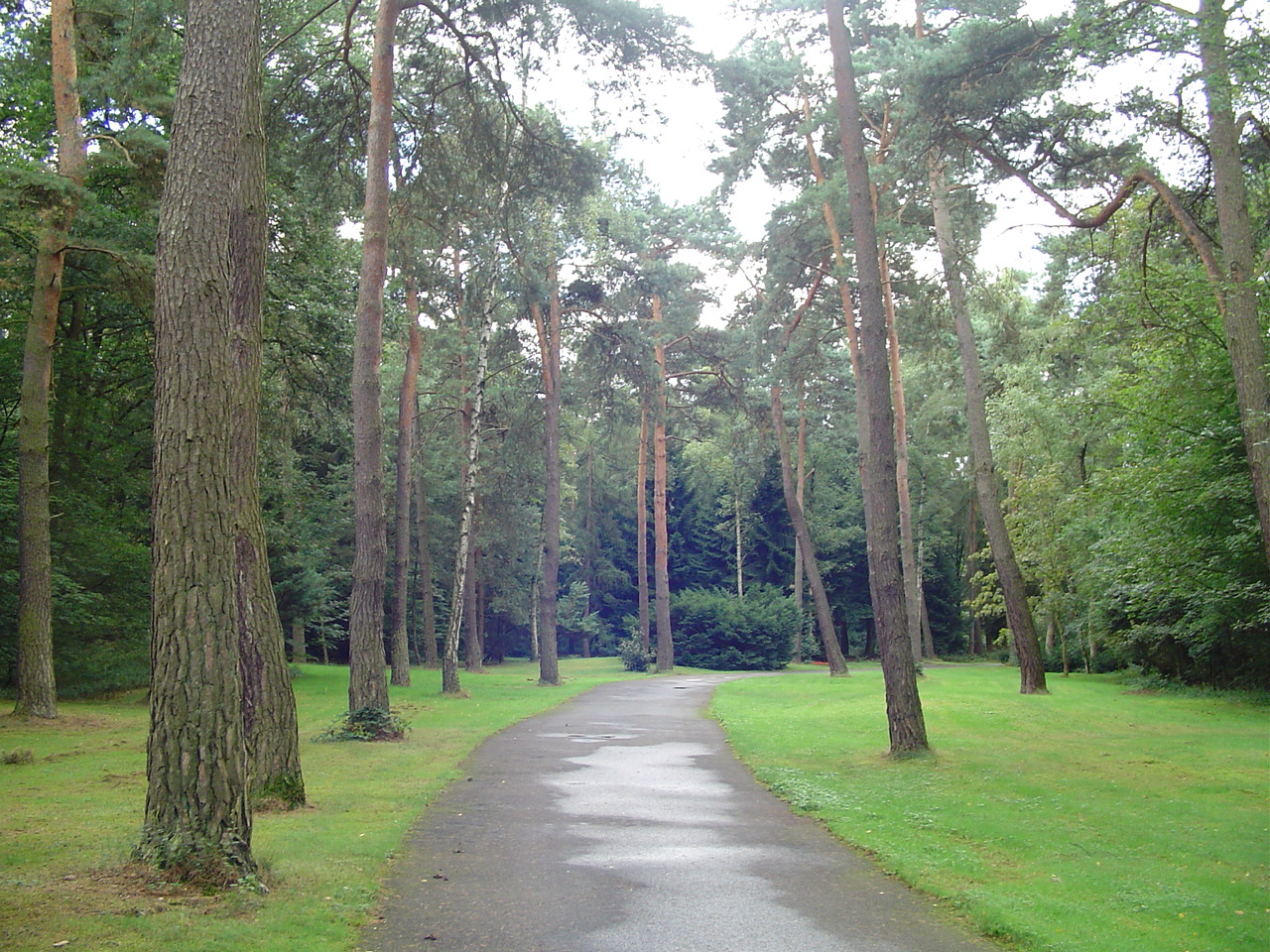
Eine Allee auf dem Ostfriedhof (Foto: 2006)

## Allgemeines

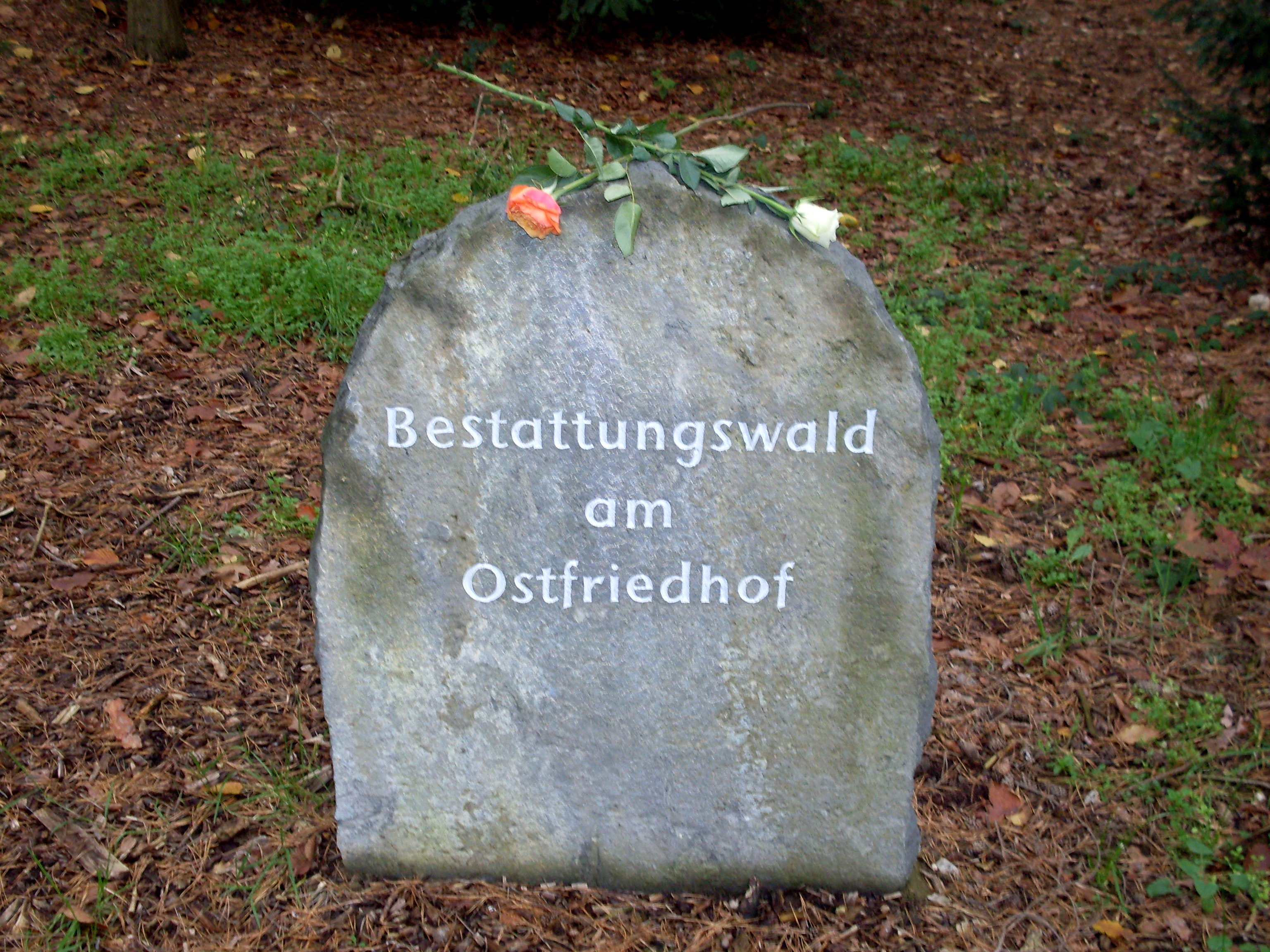
Bestattungswald am Ostfriedhof (Foto: 2010)

Der Ostfriedhof wurde 1946 angelegt, als sich auf den damals bereits bestehenden rechtsrheinischen Friedhöfen ein Platzmangel abzeichnete. Die Erstbestattung erfolgte 1948, die Trauerhalle des Friedhofs wurde erst im Jahr 1955 fertiggestellt. Die gesamte Begräbnisstätte ist rund 59 Hektar groß und wurde als Waldfriedhof konzipiert. Die Anlage erfolgte im rechtsrheinischen Grüngürtel auf einem teilweise bewaldeten Gebiet, das zu den Ausläufern des nahe gelegenen Königsforstes gehört. Heute sind große Teile des Friedhofs sowie der umliegenden Gebiete mit Mischwald bewachsen, was den Ostfriedhof zu einem der landschaftlich attraktivsten Friedhöfe im Kölner Großraum macht. Mit aktuell etwa 20.000 belegten Grabstätten ist die Platzkapazität des Friedhofs nur zu etwa einem Zehntel ausgelastet, ganze Flure bleiben bis heute ungenutzt und laden zu Waldspaziergängen oder auch zum Pilzesammeln ein. Aus diesem Grund erwägt die Stadt Köln, ungenutzte Waldstücke aus dem Friedhof auszugliedern und den angrenzenden Stadtwaldgebieten hinzuzufügen. Seit März 2006 sind auf dem Ostfriedhof neben traditionellen Bestattungsmöglichkeiten auch anonyme Urnenbestattungen unter Bäumen möglich.
Anbindung an den ÖPNV über die Haltestelle „Ostfriedhof“ der Buslinie 154 von „Porz Markt“ nach „Dünnwald Waldbad“ über Rath/Heumar und Brück. Diese Buslinie verbindet die Stationen „Brück Mauspfad“ der Stadtbahnlinie 1 (Weiden West – Bensberg) und „Dellbrück Hauptstraße“ der Stadtbahnlinie 3 (Görlitzer Zentrum – Thielenbruch).

## Hügelgräber auf dem Ostfriedhof

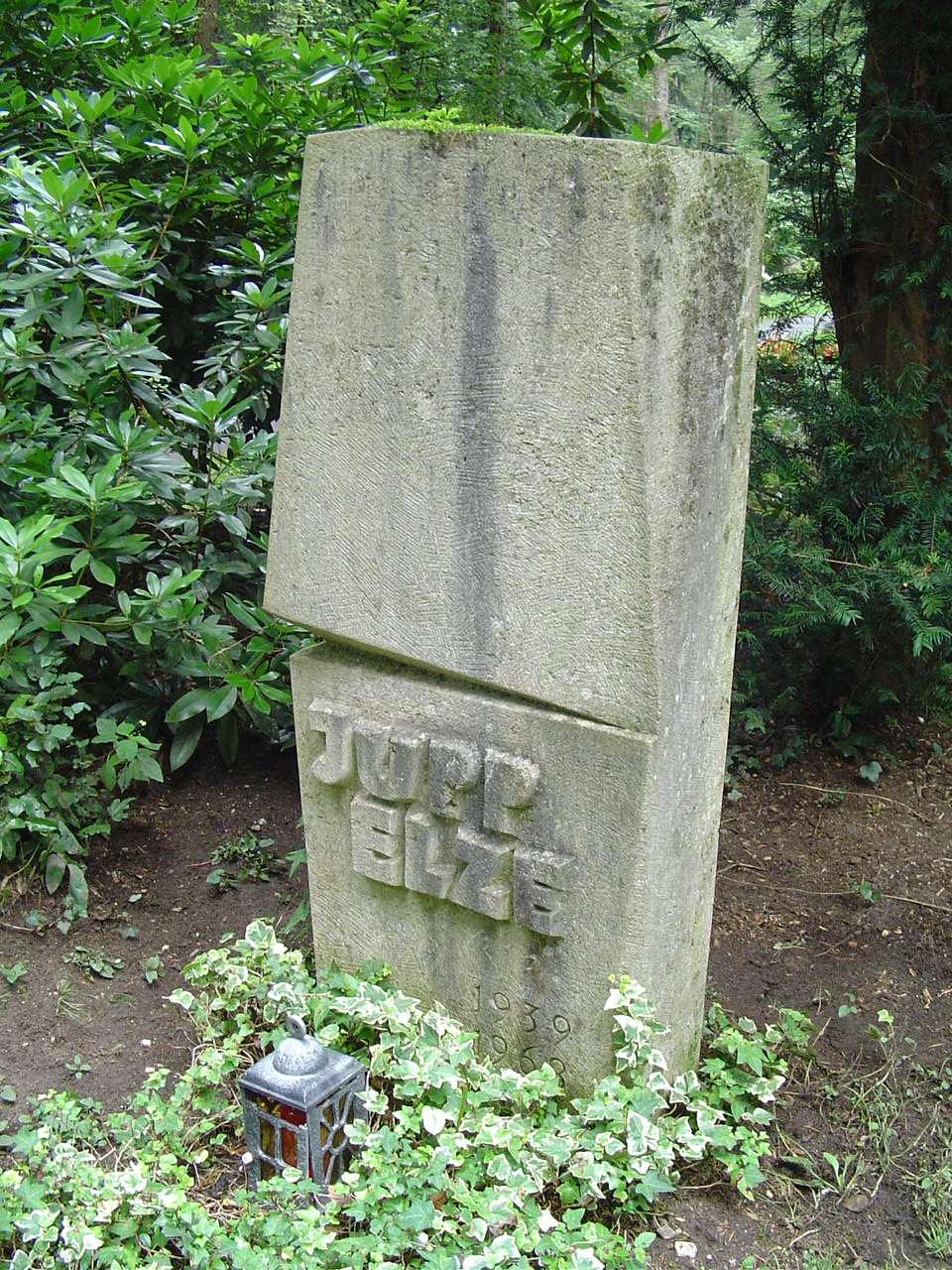
Grab von Jupp Elze (Foto: 2006)

Mehrere unbelegte Grabfelder auf dem Ostfriedhof weisen ein leicht hügeliges Relief auf; dies geht auf mehrere Hundert von Hügelgräbern auf dem Gebiet des Friedhofs zurück, die ab dem 12. Jahrhundert v. Chr. hier sowie teilweise in anderen rechtsrheinischen Teilen des heutigen Köln entstanden (zu frühzeitlichen Hügelgräbern auf dem Kölner Stadtgebiet siehe auch Geschichte der Stadt Köln#Frühe Besiedlung). Insgesamt befinden sich schätzungsweise an die 1200 Hügelgräber allein auf dem heutigen Areal des Ostfriedhofs, weit mehr also, als bislang nachgewiesen werden konnte. Die bis heute erhaltenen Grabhügel sind beispielsweise in der Nähe des Haupteingangs sowie im Flur 43 nahe der Trauerhalle zu sehen.

## Mahnmal für Zwangsarbeiter

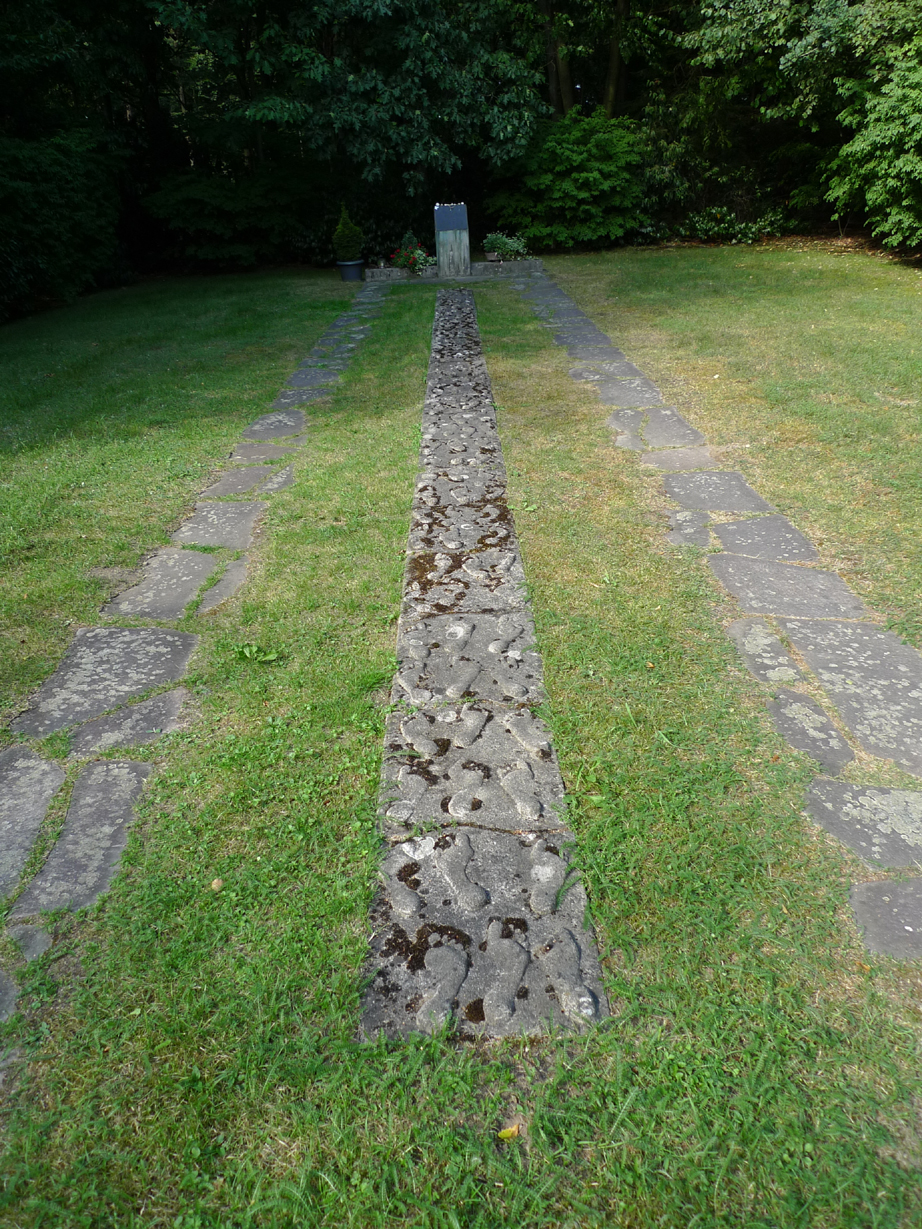
Mahnmal für ehemalige Zwangsarbeiter von Joseph Höntgesberg (Foto: 2013)

Im Norden des Friedhofs, am Bensberger Marktweg, erinnert ein Mahnmal von Joseph Höntgesberg an die Zwangsarbeiter, die hier im Lager von 1943 bis 1945 für die Firma Radium arbeiten mussten (1993).

## Gräber bedeutender Personen
Auf dem Kölner Ostfriedhof fanden bislang unter anderem nachstehende Prominente ihre letzte Ruhe:
- Andreas Bliemel,[1] Maler
- Jupp Elze, Boxer (Flur 18)
- Heinz Kühn, Ministerpräsident Nordrhein-Westfalens (Flur 29)
- Jim Reeves, Sänger und Musikproduzent